# المنصورية (الروحا)
المنصورية هي إحدى مشيخات المملكة المغربية، تتبع جغرافيا لإقليم زاكورة وإداريًا لالروحا. يقدر عدد سكانها بـ 13851 نسمة حسب الإحصاء الرسمي للسكان والسكنى لسنة 2004.